# Шкилбенская волость
Шкилбенская волость (латыш. Šķilbēnu pagasts) — одна из 19 волостей Балвского края. Волостным центром является село Рекава (латыш. Rekova).
На северо-востоке и востоке волость граничит с Линовской и Утроинской волостями Пыталовского района Псковской области России.
До 2021 года была в составе Вилякского края. В результате новой административно-территориальной реформы Вилякский край был упразднён, а Шкилбенская волость была включена в Балвский край.

## Население
Крупнейшими населёнными пунктами волости являются сёла Шкилбены (латыш. Šķilbani), Рекава, Упите (латыш. Upīte).
По данным переписи населения Латвии 2011 года, из 1170 жителей Шкилбенской волости латыши составили  84,87 % (993 чел.), русские —  13,76 % (161 чел.). На начало 2015 года население волости составляло 1062 постоянных жителя.